# Pediobius smithi
Pediobius smithi är en stekelart som beskrevs av Elbert Halvor Ahlstrom 1993. Pediobius smithi ingår i släktet Pediobius och familjen finglanssteklar.
Artens utbredningsområde är:
- Costa Rica.
- El Salvador.
- Nicaragua.
- Panama.

Inga underarter finns listade i Catalogue of Life.